# Acalypha pruinosa
Acalypha pruinosa é uma espécie de flor do gênero Acalypha, pertencente à família Euphorbiaceae.